# Попелак
Попела́к — село в Україні, у Новотроїцькій селищній громаді Генічеського району Херсонської області. Населення становить 292 осіб.

## Географія
Село розташоване за 30 км від центру громади та за 50 км від найближчої залізичної станції Партизани. Площа: 19,84 км².

## Історія
Поселення виникло у 1910 році і мало назву Попелацькі хутори. Першими поселенцями були жителі села Веселого Веселівського району Запорізької області. У 30-ті роки, коли почалася примусова колективізація, на хуторіх було організовано кілька колгоспів, які пізніше об'єднали в одне господарство «Україна».
16 вересня 1941 року село було окуповане німецькими військами. Звільнили населений пункт 31 жовтня 1943 року.
12 червня 2020 року, відповідно до розпорядження Кабінету Міністрів України № 713-р «Про визначення адміністративних центрів та затвердження територій територіальних громад Запорізької області», увійшло до складу Новотроїцької селищної громади.
17 липня 2020 року, в результаті адміністративно-територіальної реформи та ліквідації  Новотроїцького району, увійшло до складу Генічеського району.
24 лютого 2022 року село тимчасово окуповане російськими військами під час російсько-української війни.

## Назва
«Попелак» у перекладі з татарської означає «чуже місце».

## Відомі люди
У селі народилися:
- Перепадя Анатоль Олексійович (1935—2008) — відомий український перекладач з романських мов;
- Кирпиченко Ольга Петрівна (нар. 1942) — українська радянська діячка, бригадир садівничої бригади радгоспу «Весна» Нижньогірського району Кримської області. Депутат Верховної Ради УРСР 9—10-го скликань.